# 多迪·法耶兹
伊马德丁·穆罕默德·阿卜杜勒·穆奈姆·法耶兹（阿拉伯語：عماد الدين محمد عبد المنعم الفايد，英語： 。1955年4月15日—1997年8月31日），通常称为多迪·法耶兹（Dodi Fayed） 是一位埃及的富豪、电影制片人，威爾斯王妃戴安娜的男友。

## 生平
1955年4月15日生于埃及亚历山大港，家境非常富裕，其父是埃及亿万富翁穆罕默德·法耶兹（英国哈洛德百货公司、富勒姆足球俱乐部和巴黎里茨宾馆的拥有者）。他的母亲莎米拉·卡舒吉是沙特国王伊本·沙特私人医生穆罕默德·卡舒吉的女兒，记者和異見人士賈邁勒·卡舒吉是他的表弟。长大后成为电影制片人，多迪参与了Breaking Glass、《烈火戰車》等多部电影的制作。

## 与戴安娜王妃恋情
1997年7月开始，多迪與美国模特女友Kelly Fisher分手，开始与威爾斯王妃戴安娜恋爱，而且十分高调。1997年8月31日，两人在巴黎约会时遭遇致命车祸，双双早逝，多迪终年42岁，王妃终年36岁。